# Erigorgus versutus
Erigorgus versutus là một loài tò vò trong họ Ichneumonidae.